# Dżos (miasto)
Dżos (ang. Jos) – miasto w północno-centralnej Nigerii, położone na płaskowyżu Dżos, stolica stanu Plateau, znajduje się na terenach plemienia Hausa. Założone przez brytyjskich kolonizatorów, jego nazwa to skrót angielskiego wyrażenia „Jesus Our Saviour” (Jezus Naszym Zbawicielem). Obecna liczba mieszkańców to ponad 800 000 (stan na 1 stycznia 2005).
Do końca lat 90. XX wieku, ze względu na ożywczy, chłodny klimat, popularne miejsce wypoczynku w Nigerii. Od czasów wprowadzenia w północnej Nigerii surowego prawa koranicznego (szariatu) Dżos stał się areną krwawych zamieszek pomiędzy muzułmanami a chrześcijanami.